# Luyeyuan Stone Sculpture Art Museum
Dit artikel of overzicht is mogelijk incompleet; u kunt helpen door het uit te breiden.
Het Luyeyuan Stone Sculpture Art Museum is een museum in het Chinese Chengdu. Het museum werd geopend in 2002 en werd ontworpen door Pritzker-prijswinnaar Liu Jiakun. Het museum huisvest een privécollectie stenen boeddhistische beeldhouwwerken. Dichter Zhong Ming verzamelde meer dan 100 boeddhistische beelden uit de tijd van de Oostelijke Han-dynastie, Jindynastie, Sui-dynastie en Tang-dynastie. Het ontwerp van het gebouw is gebaseerd op een traditionele Chinese tuin.